# Poříčany
Poříčany település Csehországban, a Kolíni járásban. Poříčany Chrást, Hradištko, Třebestovice, Klučov, Milčice és Hořany településekkel határos. Lakosainak száma 1557 fő (2024. január 1.).

## Népesség
A település lakosságának változását az alábbi diagram mutatja:
| Lakosok száma | 626  | 877  | 1000 | 1120 | 1338 | 1205 | 1538 | 1555 | 1532 | 1557 |
|               | 1869 | 1890 | 1921 | 1950 | 1980 | 2001 | 2017 | 2019 | 2022 | 2024 |